# ضريح بابا ركن الدين
ضريح بابا ركن الدين (بالفارسية: آرامگاه بابا رکن‌الدین) هو ضريح تاريخي يعود إلى السلالة الصفوية، ويقع في أصفهان.